# Frédéric Soulacroix
Frédéric Soulacroix, född 1 oktober 1858 i Rom, död 3 september 1933 i Cesena, var en fransk-italiensk konstnär. Han utförde främst målningar i en elegant akademisk stil som är typisk för fin de siècle. Soulacroix målade en rad porträtt och scener från societetens dagliga liv, ofta i överdådiga interiörer, med vackra kvinnor i påkostade sidenklänningar. Soulacroix var mycket framgångsrik och hade kunder från hela Europa samt från USA.

## Bilder

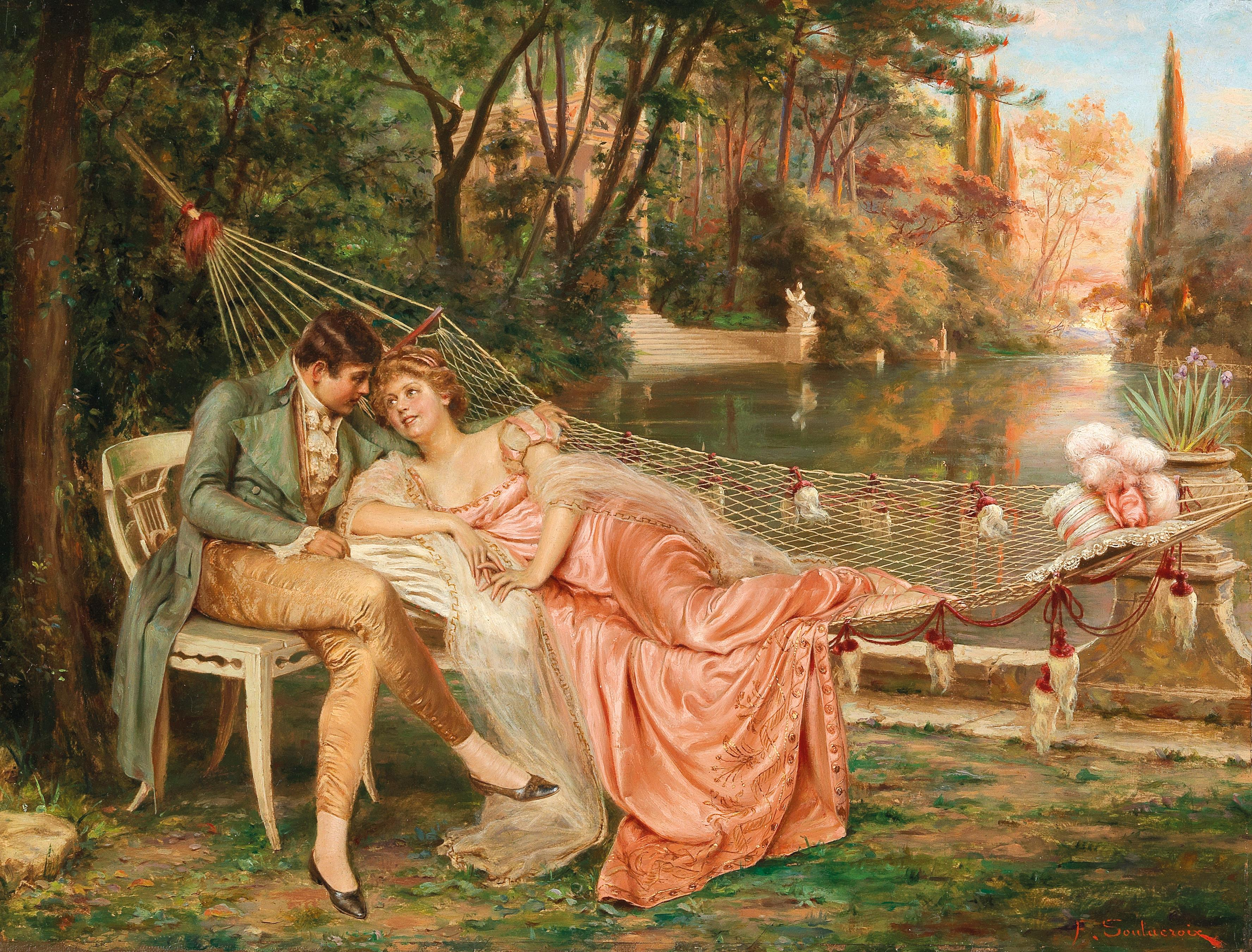
Flörtande par i Villa Borghese i Rom.
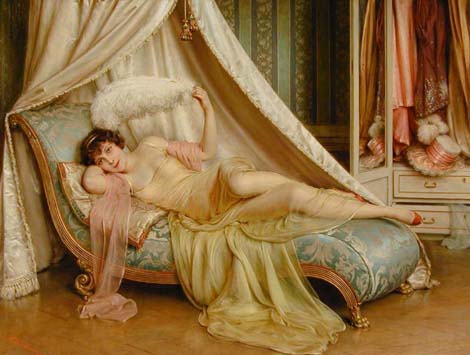
Dolce far niente.
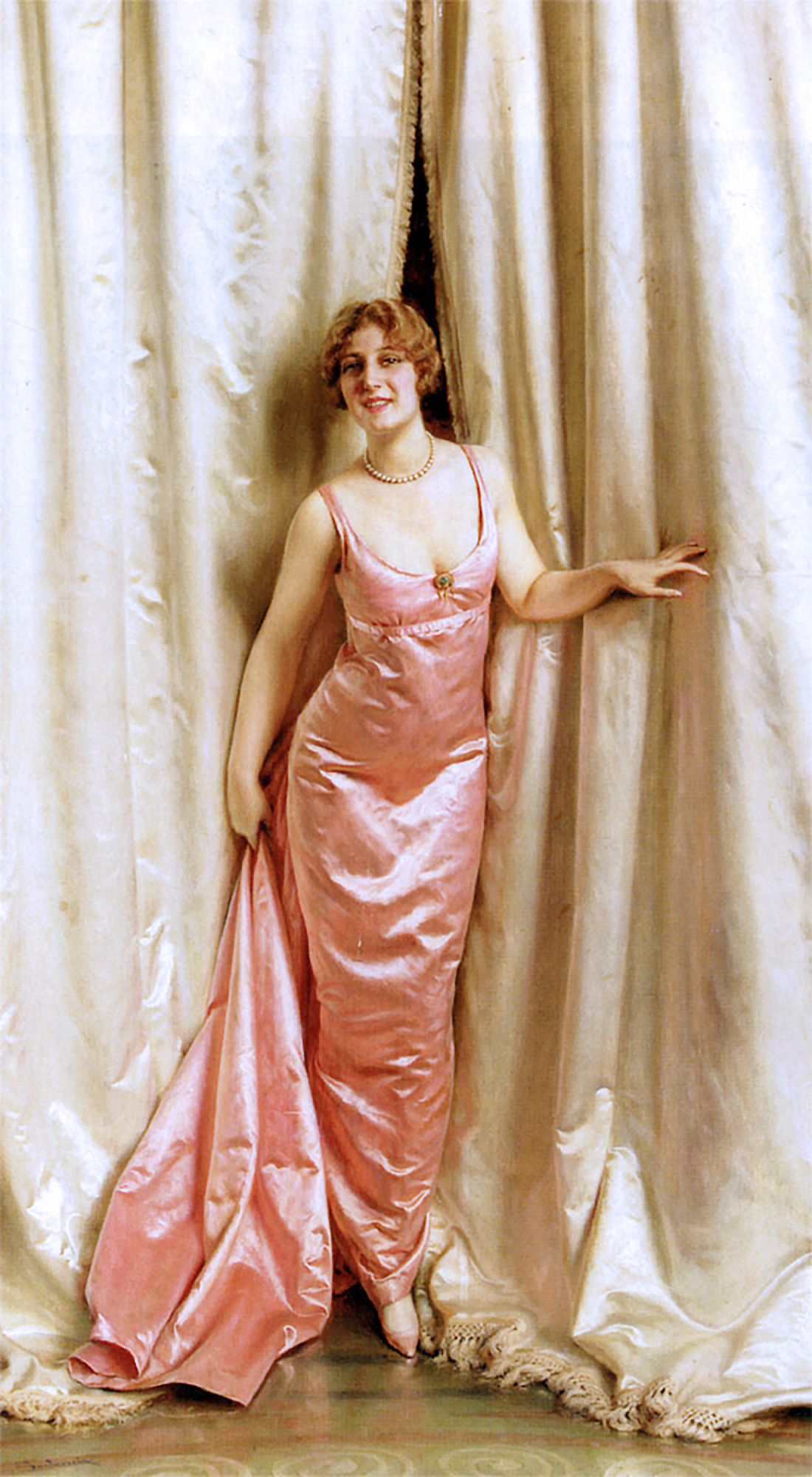
En elegant entré.